# Frie
Frie (tidligere bl.a. Frie Funktionærer (2014-2018)) er et dansk såkaldt gult fagforbund med egen tværfaglig a-kasse, der er uafhængigt af faglige hovedorganisationer og politiske partier. Fagforbundet havde ifølge Danmarks Statistik ved slutningen af 2015 15.000 medlemmer. A-kassen havde ifølge samme kilde ca. 23.000 medlemmer i januar 2017.
Frie blev grundlagt i 1951 som Firma-Funktionærerne og organiserede, som navnet antyder, oprindeligt kun privatansatte funktionærer. I 1964 skiftede fagforbundet navn til Sammenslutningen af Firma-Funktionærer, i 2002 til Sammenslutningen af Frie Funktionærer, i 2014 til Frie Funktionærer og senest i 2018 til Frie.
I dag er forbundet åbent for alle lønmodtagere. Selvstændige erhvervsdrivende kan blive optaget i forbundets a-kasse. Organisationen tilbyder i lighed med andre fagforbund også juridisk bistand til sine medlemmer, men fører kun en sag, hvis medlemmet ønsker det. Derudover arbejder man for, at medlemmerne har den højest mulige beskæftigelse, bl.a. ved at afholde kurser, tilbyde coaching m.m.
Forbundet arbejder for øget frihed for den enkelte lønmodtager og er således modstander af eksklusivaftaler. Frie er ikke modstander af kollektive overenskomster, men mener, at respekten for individualiteten bør vægtes lige så højt som respekten for det kollektive. 
Forbundet har hovedsæde i Odense. Det udgiver medlemsmagasinet FRIE – det er dig, der bestemmer fire gange årligt.
Forbundet er medlem af paraplyorganisationen CESI.